# The Rasmus

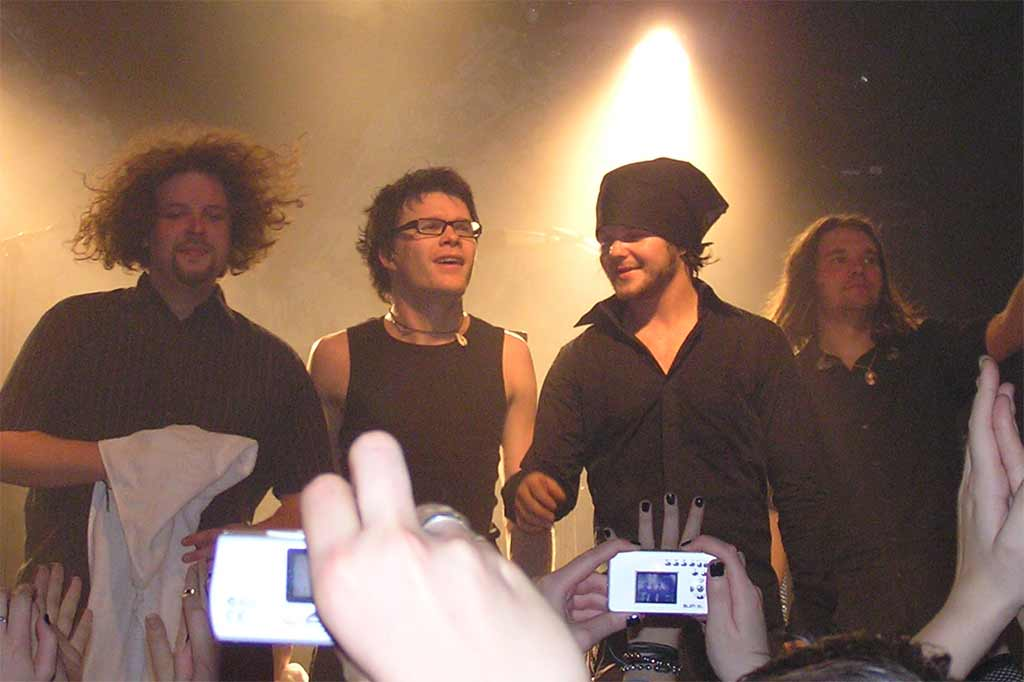
The Rasmus in 2005

The Rasmus is een Finse rockband. Zij spelen alternatieve rock en alternatieve metal. Ze zingen vooral in het Engels.

## Biografie
The Rasmus werd gevormd aan het eind van 1994 toen de bandleden nog op de middelbare school zaten. Ze noemden zich eerst Sputnik, daarna Antilla en uiteindelijk Rasmus.
In 1995 speelde de band in de Oranssi Club, waar ze opgemerkt werden door Teja Kotilainen die vanaf dat moment hun manager werd. Hun eerste single 1st werd uitgebracht via Tega G. Records eind 1995. Ze trokken daarmee de aandacht van platenmaatschappij Warner Music Finland. Ze brachten hun eerste album Peep uit toen ze 16 jaar oud waren. Het werd meteen een gouden plaat, terwijl ze optraden in meer dan 100 shows in Finland en Estland.
In 1997 bracht Rasmus zijn tweede album Playboys uit, dat ook goud werd in Finland, met daarop de single Blue (ook goud). Hun live optredens gingen door als voorprogramma stonden van Rancid en Dog Eat Dog en op een festival in het Helsinki Olympic Stadium. De band won een Emma Award (Finse Grammy Award) voor "Beste Nieuwe Artiest" in 1996.
Het derde album Hell of a tester werd uitgebracht in 1998 waarbij de video van de single Liquid regelmatig vertoond werd op Nordic MTV. Dit lied werd Song van het jaar in Finland. De band trad op in voorprogramma's van Garbage en Red Hot Chili Peppers in Finland. Later kwam ook Hell of a collection, een verzamel-cd, op de markt.
Een Zweedse dj met als naam Rasmus zorgt ervoor dat de band in april 2000 het woordje 'The' voor hun naam plaatst om verwarring te voorkomen. Kort hierna besluit Janne, tot dan toe de drummer van de band, te stoppen. De nieuwe drummer is Aki Hakala. The Rasmus tekent dat jaar bij 'Playground Music Scandinavia' en een nieuw album wordt opgenomen.
The Rasmus bracht Into uit in 2001 dat dubbel platina werd in Finland. De eerste single F-F-F-Falling was begin 2001 drie maanden lang een nummer 1-hit in Finland. De tweede single Chill werd in heel Scandinavië uitgebracht en bereikte de nummer-2 positie in Finland. The Rasmus toerde door Scandinavië en Europa als voorprogramma van HIM en Roxette. In maart 2001 worden de Emma Awards weer uitgereikt en The Rasmus wint er vier: 
- Best Group
- Best Pop / Rock Album
- Best Album
- Best Song (F-F-F-Falling)
De band nam Dead letters op in 2003 in de Nord Studios in Zweden wederom met producers Mikael Nord Andersson en Martin Hansen die ook al Into hadden geproduceerd. Het werd begin 2003 uitgebracht in Europa en bereikte de top van de hitlijsten in Duitsland, Oostenrijk en Zwitserland alsook in Finland. Het Europese succes leidde tot het uitbrengen van het album in andere delen van de wereld. Dead letters en zijn eerste single In the shadows bereikten respectievelijk de top 10 en top 3 in Engeland (er werden drie videoclips van de hit gemaakt). Guilty, de tweede single voor de Amerikaanse markt, was ook succesvol.
In november 2004 kwam de dvd Live Letters uit. Hier staan alle clips van het album Dead Letters op. Er staat een live concert in Zwitserland op, Gampel Open Air. Foto's, the making of In The Shadows, Guilty, Funeral Song en In My Life, en een interview.
Het album Hide from the sun, werd uitgebracht in 2005, met de singles No fear, Sail away en Shot, die op 21 april uitkwam.
In september 2008 kwam hun nieuwe album uit; Black Roses. Dit album is gemaakt met medewerking van Desmond Child. Reeds uitgebrachte singles zijn Livin' in a world without you, Justify en October & April.
Op 28 november 2009 is het album Best of 2001-2009 uitgebracht, met nummers die zijn opgenomen tussen 2001 en 2009, met het nummer October & April erbij die is opgenomen met Anette Olzon.
In 2011 begon The Rasmus met het maken van hun achtste album. De eerste single daarvan was I’m a Mess. Het album werd uitgebracht in april 2012 en heet The Rasmus. De tweede single van het album was Stranger. Het album is in de herfst van 2012 opnieuw uitgebracht met de single Mysteria erbij.
De eerste single, van het album Dark Matters heet Paradise is in maart 2017 uitgebracht. Later dat jaar volgde het album.
The Rasmus vertegenwoordigde Finland op het Eurovisiesongfestival 2022 met het nummer Jezebel. Ze haalden de finale en eindigden als 21ste.

## In België
Alleen "Dead Letters", "Hide from the sun" en de dvd "Live letters" zijn verkrijgbaar in België. Om de oudere nummers van The Rasmus te beluisteren moet men die in het buitenland kopen of de verzamel-cd "Hell of a collection" aanschaffen.

## In Nederland
In februari 2004 trad The Rasmus voor de eerste keer op in de Effenaar in Eindhoven. Tot 2012  volgde  meerdere optreden o.a  in 013 en  de Melkweg in Amsterdam.

## Bandleden
The Rasmus bestaat uit:
- Lauri Ylönen (zang)
- Emilia "Emppu" Suhonen (gitaar sinds 2022)
- Aki Hakala (drums)
- Eero Heinonen (bas en zang)

Ex bandleden
- Pauli Rantasalmi (gitaar van 1994-2022)
- Jarno Lahti (drums 1994-1995)
- Janne Heiskanen (drums 1995-1999)

## Discografie

### Albums
| Album met eventuele hitnotering(en) in de Nederlandse Album Top 100 | Datum van verschijnen | Datum van binnenkomst | Hoogste positie | Aantal weken | Opmerkingen |
| ------------------------------------------------------------------- | --------------------- | --------------------- | --------------- | ------------ | ----------- |
| Dead Letters                                                        | 2003                  | 18-10-2003            | 29              | 38           |             |
| Hide from the Sun                                                   | 2005                  | 17-09-2005            | 27              | 6            |             |
| Black Roses                                                         | 2008                  | 04-10-2008            | 51              | 1            |             |

| Album met hitnotering(en) in de Vlaamse Ultratop 200 albums | Datum van verschijnen | Datum van binnenkomst | Hoogste positie | Aantal weken | Opmerkingen |
| ----------------------------------------------------------- | --------------------- | --------------------- | --------------- | ------------ | ----------- |
| Dead Letters                                                | 2003                  | 06-12-2003            | 25              | 38           |             |
| Hide from the Sun                                           | 2005                  | 24-09-2005            | 45              | 4            |             |

### Singles
| Single met eventuele hitnotering(en) in de Nederlandse Top 40 | Datum van verschijnen | Datum van binnenkomst | Hoogste positie | Aantal weken | Opmerkingen |
| ------------------------------------------------------------- | --------------------- | --------------------- | --------------- | ------------ | ----------- |
| In the Shadows                                                | 2003                  | 20-09-2003            | 5               | 18           |             |
| First Day of My Life                                          | 2004                  | 24-01-2004            | 13              | 10           | Alarmschijf |
| In My Life                                                    | 2004                  | 08-05-2004            | 29              | 5            |             |
| Guilty                                                        | 2004                  | 21-08-2004            | tip6            | -            |             |
| No Fear                                                       | 2005                  | 10-09-2005            | 18              | 6            |             |
| Sail Away                                                     | 2005                  | 11-11-2005            | 38              | 3            |             |

| Single met hitnotering(en) in de Vlaamse Ultratop 50 | Datum van verschijnen | Datum van binnenkomst | Hoogste positie | Aantal weken | Opmerkingen |
| ---------------------------------------------------- | --------------------- | --------------------- | --------------- | ------------ | ----------- |
| In the Shadows                                       | 2003                  | 15-11-2003            | 6               | 20           |             |
| First Day of My Life                                 | 2004                  | 28-02-2004            | 31              | 10           |             |
| In My Life                                           | 2004                  | 22-05-2004            | tip5            | -            |             |
| Guilty                                               | 2004                  | 04-09-2004            | tip17           | -            |             |
| No Fear                                              | 2005                  | 10-09-2005            | tip6            | -            |             |
| Sail Away                                            | 2005                  | 03-12-2005            | tip18           | -            |             |